# Niklas Sundström
Pour les articles homonymes, voir Sundström.
Niklas Sundström (né le 6 juin 1975 à Örnsköldsvik, Suède) est un joueur professionnel suédois de hockey sur glace.

## Carrière de joueur
En 1991, il commence sa carrière avec le MODO hockey en Elitserien. Il a été repêché par les Rangers de New York lors du repêchage d'entrée dans la LNH 1993, à la 8e position. Sundström a disputé quatre saisons avec les Rangers de New York et quatre autres les Sharks de San José avant  d'être impliqué dans un échange à 3 équipes au cours duquel les Canadiens de Montréal l'ont acquis (ainsi qu'un choix au repêchage) des Sharks de San José en retour de Jeff Hackett. Sundström a passé trois saisons à Montréal avant de signer un contrat avec l'équipe de ses débuts au cours de l'été 2006.

## Carrière internationale
Il a également joué 63 matchs pour l'équipe nationale suédoise entre 1992 et 2002.

## Statistiques
Pour les significations des abréviations, voir Statistiques du hockey sur glace.

### En club
| Saison     | Équipe                | Ligue      |     | Saison régulière | Saison régulière | Saison régulière | Saison régulière | Saison régulière |   | Séries éliminatoires | Séries éliminatoires | Séries éliminatoires | Séries éliminatoires | Séries éliminatoires |
| Saison     | Équipe                | Ligue      | PJ  | B                | A                | Pts              | Pun              | PJ               | B | A                    | Pts                  | Pun                  |                      |                      |
| 1991-1992  | MODO hockey           | Elitserien | 8   | 1                | 3                | 4                | 0                |                  |   |                      |                      |                      |                      |                      |
| 1992-1993  | MODO hockey           | Elitserien | 40  | 7                | 11               | 18               | 18               |                  |   |                      |                      |                      |                      |                      |
| 1993-1994  | MODO hockey           | Elitserien | 37  | 7                | 12               | 19               | 28               |                  |   |                      |                      |                      |                      |                      |
| 1994-1995  | MODO hockey           | Elitserien | 33  | 8                | 13               | 21               | 30               |                  |   |                      |                      |                      |                      |                      |
| 1995-1996  | Rangers de New York   | LNH        | 82  | 9                | 12               | 21               | 14               | 11               | 4 | 3                    | 7                    | 4                    |                      |                      |
| 1996-1997  | Rangers de New York   | LNH        | 82  | 24               | 28               | 52               | 20               | 9                | 0 | 5                    | 5                    | 2                    |                      |                      |
| 1997-1998  | Rangers de New York   | LNH        | 70  | 19               | 28               | 47               | 24               |                  |   |                      |                      |                      |                      |                      |
| 1998-1999  | Rangers de New York   | LNH        | 81  | 13               | 30               | 43               | 20               |                  |   |                      |                      |                      |                      |                      |
| 1999-2000  | Sharks de San José    | LNH        | 79  | 12               | 25               | 37               | 22               | 12               | 0 | 2                    | 2                    | 2                    |                      |                      |
| 2000-2001  | Sharks de San José    | LNH        | 82  | 10               | 39               | 49               | 28               | 6                | 0 | 3                    | 3                    | 2                    |                      |                      |
| 2001-2002  | Sharks de San José    | LNH        | 73  | 9                | 30               | 39               | 50               | 12               | 1 | 6                    | 7                    | 6                    |                      |                      |
| 2002-2003  | Sharks de San José    | LNH        | 47  | 2                | 10               | 12               | 22               |                  |   |                      |                      |                      |                      |                      |
| 2002-2003  | Canadiens de Montréal | LNH        | 33  | 5                | 9                | 14               | 8                |                  |   |                      |                      |                      |                      |                      |
| 2003-2004  | Canadiens de Montréal | LNH        | 66  | 8                | 12               | 20               | 18               | 4                | 1 | 0                    | 1                    | 2                    |                      |                      |
| 2004-2005  | Milan                 | Serie A    | 33  | 9                | 27               | 36               | 40               |                  |   |                      |                      |                      |                      |                      |
| 2005-2006  | Canadiens de Montréal | LNH        | 55  | 6                | 9                | 15               | 30               | 5                | 0 | 3                    | 3                    | 4                    |                      |                      |
| 2006-2007  | MODO hockey           | Elitserien | 47  | 9                | 36               | 45               | 116              |                  |   |                      |                      |                      |                      |                      |
| 2007-2008  | MODO hockey           | Elitserien | 45  | 7                | 30               | 37               | 128              | 5                | 0 | 6                    | 6                    | 14                   |                      |                      |
| 2008-2009  | MODO hockey           | Elitserien | 32  | 5                | 15               | 20               | 28               |                  |   |                      |                      |                      |                      |                      |
| 2010-2011  | MODO hockey           | Elitserien | 53  | 11               | 22               | 33               | 40               | -                | - | -                    | -                    | -                    |                      |                      |
| 2011-2012  | MODO hockey           | Elitserien | 50  | 11               | 26               | 37               | 42               | 6                | 1 | 1                    | 2                    | 0                    |                      |                      |
| 2012-2013  | MODO hockey           | Elitserien | 46  | 9                | 14               | 23               | 34               | 5                | 2 | 1                    | 3                    | 4                    |                      |                      |
| Totaux LNH | Totaux LNH            | Totaux LNH | 750 | 117              | 232              | 349              | 256              | 59               | 6 | 22                   | 28                   | 22                   |                      |                      |